# Ібрагімов Халік
Халік (Холік) Ібрагімов (1916, місто Ходжент, тепер місто Худжанд, Таджикистан — 25 січня 1995, місто Худжанд, Таджикистан) — радянський таджицький діяч, 1-й секретар Ленінабадського обласного комітету КП Таджикистану. Депутат Верховної ради Таджицької РСР. Депутат Верховної Ради СРСР 5-го скликання. 

## Біографія
Трудову діяльність розпочав у 1934 році складачем Ходжентської друкарні.
У 1938 році закінчив Сталінабадський промисловий технікум. Працював економістом Ленінабадської друкарні.
Член ВКП(б) з 1940 року.
У 1940—1941 роках — секретар виконавчого комітету Ленінабадської міської ради депутатів трудящих Таджицької РСР.
З 1941 по 1943 рік служив у Червоній армії, учасник німецько-радянської війни.
У 1943—1945 роках — завідувач сектору кадрів промисловості, транспорту та зв'язку; завідувач сектору кадрів партійних та комсомольських органів відділу кадрів Ленінабадського обласного комітету КП(б) Таджикистану.
У 1945—1948 роках — заступник секретаря Ленінабадського міського комітету КП(б) Таджикистану.
У 1948—1952 роках — 1-й секретар Пенджикентського районного комітету КП(б) Таджикистану.
Закінчив Вищу партійну школу при ЦК ВКП(б).
У 1952—1954 роках — 1-й секретар Ура-Тюбинського районного комітету КП Таджикистану.
У 1954—1956 роках — 2-й секретар Ленінабадського обласного комітету КП Таджикистану.
У 1956—1961 роках — 1-й секретар Ленінабадського обласного комітету КП Таджикистану.
Із 1961 року — директор Аштського сільзаводу Ленінабадськоїх області; товарознавець Ленінабадської оптової бази; заступник начальника будівельного управління № 5 міста Ленінабада.
Потім — на пенсії.
Помер 25 січня 1995 року в місті Худжанді.

## Нагороди
- орден Леніна
- орден Вітчизняної війни ІІ ст.
- орден Трудового Червоного Прапора
- орден «Знак Пошани»
- медалі
- Почесні грамоти Президії Верховної ради Таджицької РСР